# Peräpohjola

Lage von Peräpohjola in Finnland

Peräpohjola (wörtl. etwa „hinterer Norden“) ist eine Bezeichnung für den Südteil der finnischen Landschaft Lappland. Es hat die Gemeinden Kolari, Rovaniemi, Kemijärvi und Salla als Nordgrenze.
Bei Peräpohjola handelt es sich um den nördlichsten Teil der historischen Landschaft Österbotten. Ursprünglich bezeichnete der Begriff „Lappland“ nur das nördlich von Peräpohjola gelegene Siedlungsgebiet der Samen. Erst als 1938 die Provinz Lappland aus dem Nordteil der Provinz Oulu gegründet wurde, begann man auch Peräpohjola als Teil von Lappland aufzufassen.
Die größten Siedlungszentren der Provinz Lappland – die Städte Rovaniemi, Kemi, Tornio und Kemijärvi – befinden sich in Peräpohjola. Außerdem gehören zu Peräpohjola die Gemeinden Keminmaa, Kolari, Pelkosenniemi, Pello, Posio, Ranua, Salla, Simo, Tervola und Ylitornio.
Landschaftlich wird Peräpohjola nicht zu Lappland, sondern zum Finnischen Hügelland (Vaara-Suomi) gezählt, das sich von Nordkarelien über Kainuu bis in den Süden der Landschaft Lappland erstreckt. Die Berge in Peräpohjola sind mit Höhen von 50 bis 200 Metern flacher als in Nordlappland und meist bewaldet. Die bekanntesten Berge sind der 242 m hohe Aavasaksa bei Ylitornio und der 204 m hohe Ounasvaara bei Rovaniemi.